# Suspense (1913)
Suspense és un curtmetratge cinematogràfic mut, de 10 minuts de durada, dirigit per Lois Weber i el seu marit, Phillip Smaley, el 1913. Va ser produït per Universal. A part de la direcció, Lois Weber també es va encarregar del guió.

## Argument
Una jove esposa (interpretada per Lois Weber) es queda sola a casa cuidant del seu nadó després que la donzella és retires sense avisar. Un vagabund (Sam Kaufman) s'assabenta que està sola a casa i vol irrompre, el que comporta que l'esposa truqui al seu marit (Valentine Paul) perquè acudeixi, després d'haver escoltat sorolls i segons abans que es tallin les línies telefòniques. El marit ha de robar un cotxe per acudir al més aviat possible, el que suposa que el persegueixi la policia (Douglas Gerrard). Finalment acaba arribant a temps per salvar la seva dona i la seva filla, el rodamón és arrestat i ell explica el que ha passat a la policia perquè no l'arrestessin.

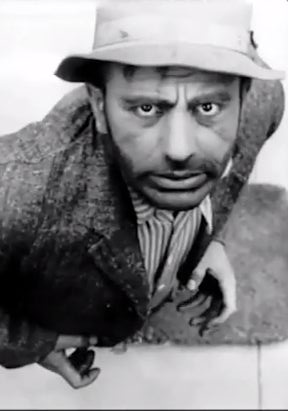

## Innovacions
Al llarg d'aquesta pel·lícula trobem diversos aspectes innovadors i trencadors, d'una banda Lois Weber ens arriba a mostrar fins a tres accions de manera simultània, i ho aocnsegueix dividint la pantalla en tres parts. D' altra banda, observem que la directora també fa servir angulacions verticals, no gaire comú a l' època, com la Zenital i el Picat.

## Repartiment
- Lois Weber - Esposa
- Valentine Paul - Marit
- Douglas Gerrard - Policia
- Sam Kaufman - Rodamón
- Lon Chaney - Sense confirmar